# Chaetocnema picipes
Chaetocnema picipes es un insecto coleóptero de la familia Chrysomelidae. Fue descrita científicamente en 1831 por Stephens.